# Борисов, Андрей Саввич
Андрей Саввич Борисов (род. 28 ноября 1951) — министр культуры и духовного развития Республики Саха (Якутия) в 1990—2014 годах. Театральный режиссёр. Народный артист Российской Федерации (2007). Лауреат Государственной премии СССР (1986) и Государственной премии РФ (1999).

## Биография
Родился 28 ноября 1951 года в селе Ниджили Кобяйского района Якутской АССР в семье Саввы Егоровича Борисова и Зинаиды Пантелеймоновны Расторгуевой (умерла 1 октября 2016).
В 1974 году окончил высшее театральное училище им. Щепкина в Москве.

### Карьера
Служил артистом драмы Якутского драматического театра.
В 1982 году окончил Государственный театральный институт имени А. В. Луначарского по специальности «режиссёр» (мастерская А. А. Гончарова).
Работал режиссёром-постановщиком, главным режиссёром, художественным руководителем Саха академического театра им. П. А. Ойунского (1983).
С 1990 года — Министр культуры и духовного развития РС(Я). Основатель Театра Олонхо.
В 2000 году основал и возглавлял как ректор до 2006 года Арктический государственный институт культуры и искусств.
С ноября 2014 года государственный советник Республики Саха (Якутия).
Член Союза театральных деятелей Российской Федерации.

## Творчество

### Театр
- 1982 — «Желанный голубой берег мой…» по повести «Пегий пёс, бегущий краем моря» Чингиза Айтматова. Саха Театр
- 1997 — «Король Лир» Уильяма Шекспира. Саха Театр
- 2000 — Спектакль-олонхо «Кыыс Дэбилийэ»
- 2010 — «Восхождение на Хан-Алтай» — спектакль, посвящённый выдающемуся алтайскому художнику Григорию Чорос-Гуркину (премьера — 5 февраля 2010 года). Национальный драматический театр имени П.В. Кучияка (Горно-Алтайск)[9]
- 2018 — «Маадай-Кара» по алтайскому героическому эпосу в пересказе Алексея Калкина (премьера — 23 сентября 2018 года). Национальный драматический театр имени П.В. Кучияка[10]

### Кино
- Тайна Чингис Хаана (2009) — режиссёр
- «Интересная жизнь» (2018) — актёр

## Награды и звания
- Лауреат премии комсомола Якутской АССР (1984)
- Заслуженный деятель искусств Якутской АССР (1987)
- Заслуженный деятель искусств Российской Федерации (30 сентября 2002) — за заслуги в области искусства[11]
- Лауреат государственной премии им. А. Е. Кулаковского РС (Я) (2004)
- Благодарность Министра культуры и массовых коммуникаций Российской Федерации (10 марта 2005) — за многолетний плодотворный труд и личный вклад в сохранение и развитие культуры и искусства[12]
- Народный артист Российской Федерации (4 декабря 2007) — за большие заслуги в области искусства[2]
- Почётный гражданин Республики Саха (Якутия) (2011)[13][14]
- Заслуженный деятель искусств Республики Алтай (2011) https://altai-republic.ru/news_lent/news-archive/18555/
- Премия «Золотая маска — 2017»[15]
- Орден «За заслуги перед Отечеством» IV степени (24 октября 2017) — за достигнутые трудовые успехи, активную общественную деятельность и многолетнюю добросовестную работу[16]
- Государственная премия Республики Саха (Якутия) имени П.А. Ойунского (26 апреля 2023) — за особый вклад в развитие театрального искусства, популяризацию и сохранение якутского героического эпоса олонхо, плодотворную творческую деятельность
- Государственная премия СССР
- Государственная премия Российской Федерации в области литературы и искусства
- Государственная премия Республики Саха (Якутия)